# Discoceps fasciatus
Discoceps fasciatus är en skalbaggsart som beskrevs av Karl Jordan 1894.
Discoceps fasciatus ingår i släktet Discoceps och familjen långhorningar. Artens utbredningsområde är Gabon. Inga underarter finns listade i Catalogue of Life.